# Conel Hugh O’Donel Alexander

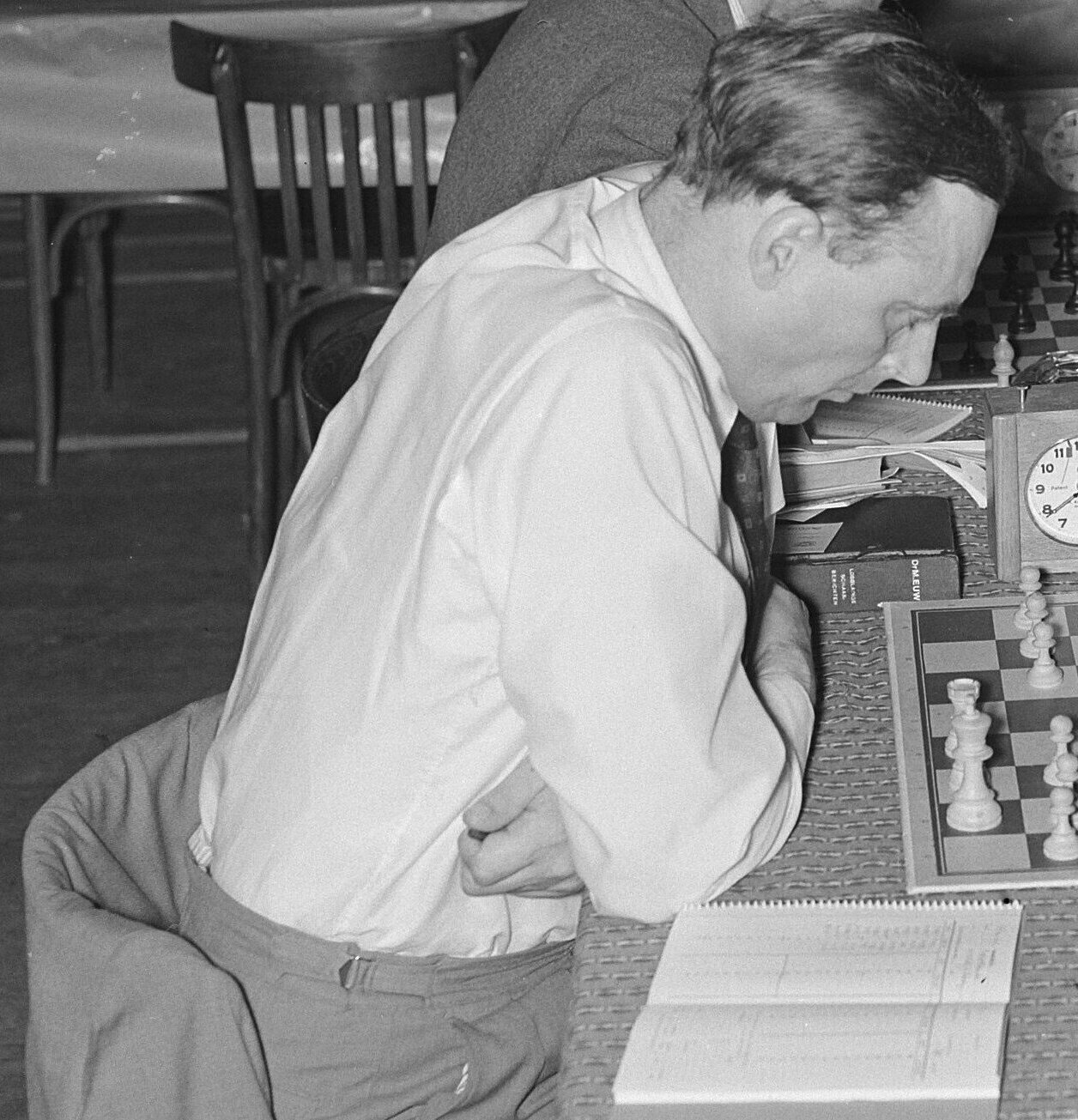
Conel Alexander (1954)

Conel Hugh O’Donel Alexander (* 19. April 1909 in Cork; † 15. Februar 1974 in Cheltenham) war ein britischer Schach- und Fernschachspieler, der mehrfach die nationalen Meisterschaften gewinnen konnte. Während des Zweiten Weltkrieges trug er wesentlich zur Entzifferung der deutschen Rotor-Schlüsselmaschine Enigma bei.

## Leben
Hugh Alexanders Vater war Professor an der Universität von Cork. Dieser wurde nach Hughs Geburt nach Birmingham berufen, wohin er mit seiner Familie umzog. Nach Abschluss der Schule studierte Hugh in Cambridge Mathematik mit dem Abschluss „Master“. Von 1932 bis 1938 hielt er Mathematikvorlesungen am Winchester College. Sein ältester Sohn Michael Alexander gewann eine olympische Silbermedaille im Fechten und war britischer Botschafter in Österreich.

## Schach

Memorabilia von Hugh Alexander und Herbert Murrill in Bletchley Park, links oben Alexanders Taschenschachspiel

Im Alter von acht Jahren begann Hugh, Schach zu spielen. 1926 gewann er in Hastings die britische Jugendmeisterschaft (British Boys Championship). Während seines Studiums in Cambridge gewann er viermal die Universitätsmeisterschaft. 1937/38 belegte er beim Hastings Premier zusammen mit Keres hinter Reshevsky den geteilten zweiten Platz. Das Turnier gewann er 1946/47. 1950 wurde er Internationaler Meister, 1953/54 wurde er in Hastings gemeinsam mit Bronstein Erster. Er nahm mehrfach an britischen Meisterschaften teil und gewann diese 1938 und 1956. Bei den Schacholympiaden 1933, 1935, 1937, 1939, 1954 und 1958 gehörte Hugh zur englischen Mannschaft, dabei erreichte er bei der Schacholympiade 1933 in Folkestone das drittbeste Einzelergebnis der Reservespieler.
Ende der 1960er Jahre begann er, mit Erfolg Fernschach zu spielen, und wurde 1970 zum Internationalen Fernschachmeister ernannt. Er nahm an der 6. und 7. Fernschach-Olympiade teil. 
Er war der erste Schachkolumnist von The Spectator und schrieb dort unter dem Pseudonym Philidor.
Seine beste historische Elo-Zahl betrug 2610. Diese erreichte er im März und April 1955.

## Bletchley Park

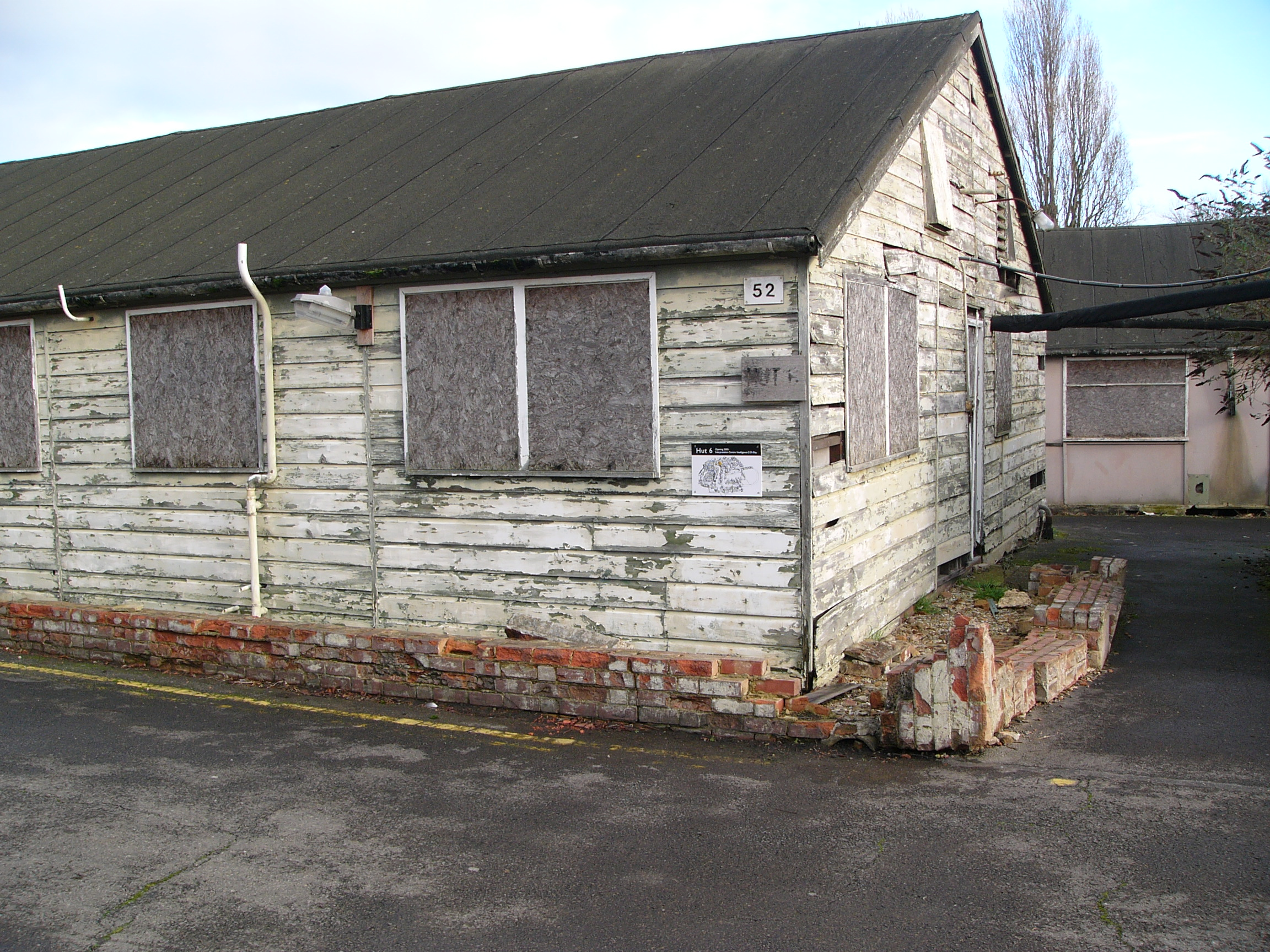
Die legendäre Hut 6 (Foto aus dem Jahr 2004) in Bletchley Park, in der Alexander im Jahr 1940 an der Entzifferung der deutschen Enigma arbeitete.

Hugh Alexander befand sich im Jahre 1939 als amtierender britischer Schachmeister zusammen mit seinen Mannschaftskameraden Stuart Milner-Barry und Harry Golombek in Argentinien bei der in Buenos Aires stattfindenden Schacholympiade. Während des laufenden Turniers wurden die Teilnehmer vom Ausbruch des Zweiten Weltkriegs überrascht, nachdem Großbritannien als Reaktion auf den deutschen Überfall auf Polen dem Deutschen Reich am 3. September 1939 den Krieg erklärte. Alexander und seine Team-Kollegen brachen daraufhin das Turnier ab und kehrten sofort nach England zurück.
Im Februar 1940 trat Alexander der sogenannten Government Code and Cypher School (GC&CS) (deutsch etwa: „Staatliche Code- und Chiffrenschule“) bei, die sich etwa 70 km nordwestlich von London in Bletchley Park befand. Dabei handelte es sich um eine Tarnbezeichnung für die militärische Dienststelle, die sich im Zweiten Weltkrieg erfolgreich mit der Entzifferung des Nachrichtenverkehrs befasste, den die deutschen Militärs mit ihrer Schlüsselmaschine Enigma verschlüsselten.
Alexander arbeitete zunächst in der Hut Six (deutsch: „Baracke 6“), wo unter der Leitung von Gordon Welchman an der Entzifferung der deutschen Heeres- und Luftwaffen-Funksprüche gearbeitet wurde. Im Jahr 1941 wechselte er zur Hut Eight (deutsch: „Baracke 8“) und avancierte zum Stellvertreter (engl.: „deputy“) Alan Turings. Im Gegensatz zur Hut 6 befassten sich die britischen Codeknacker dort speziell mit der Entzifferung von Funksprüchen der deutschen Kriegsmarine, die mit der Schlüsselmaschine Enigma-M4 verschlüsselt waren.
Zur Entzifferung verwendeten sie ein seit Jahrhunderten bekanntes und bewährtes Verfahren, nämlich die „Methode des Wahrscheinlichen Worts“ (siehe auch: Mustersuche). Hierbei errät, vermutet oder weiß der Angreifer, dass im Text eine bestimmte Phrase (engl. crib, franz. mot probable) auftritt, beispielsweise „OBERKOMMANDODERWEHRMACHT“. Dieser „Crib“ (wahrscheinliches Wort) wird verwendet, um eine elektromechanische Entzifferungsmaschine, genannt die Turing-Bombe, die von Alan Turing ersonnen wurde, geeignet einzustellen und mit ihrer Hilfe die unbekannte Walzenlage und Grundstellung zu finden, die die deutschen Verschlüssler zur Verschlüsselung gewählt hatten.
Alexander war zusammen mit Milner-Barry in der Nähe ihrer Arbeitsstätte untergebracht, der in der Nachbarabteilung Hut 6 mit ähnlichen Aufgaben, allerdings im Zusammenhang mit der deutschen Heeres-Enigma befasst war. Ihre langjährige Bekanntschaft trug zu einer sehr kooperativen Zusammenarbeit beider Abteilungen bei und half auch, Konflikte bei der Zuteilung der sehr begrenzten „Rechenzeit“ der Turing-Bomben zu vermeiden.
Im Herbst 1941 litt Bletchley Park unter erheblichem Personalmangel, wodurch die Enigma-Entzifferungen verzögert wurden. Die GC&CS-Leitung schien dieses Problem nicht lösen zu können. Daraufhin entschieden sich die Chefs von Hut 6, Gordon Welchman, und Hut 8, Alan Turing, zusammen mit ihren Stellvertretern, Milner-Barry und Alexander, gemeinsam, den Dienstweg zu umgehen und sich direkt an den britischen Premierminister Winston Churchill zu wenden. Churchill, dem die Wichtigkeit der Entzifferungen voll bewusst war, reagierte mit seiner inzwischen legendären Anweisung: „Action this day: Make sure they have all they want on extreme priority and report to me that this has been done“ (deutsch: „Handeln Sie noch heute! Stellen Sie sicher, dass sie alles, was sie wünschen, mit äußerster Priorität erhalten, und machen Sie mir Meldung, sobald dies erledigt ist.“)
Es gelang den britischen Codeknackern von Bletchley Park, die Entzifferungsfähigkeit der Enigma mit Ausnahme einiger Unterbrechungen für die gesamte Zeit des Krieges zu erhalten und damit wesentlich zum schnellen Sieg der Alliierten beizutragen. Nach Ende des Krieges blieb Alexander im britischen Außenministerium („Foreign Office“) tätig.
Für seine Verdienste im Zweiten Weltkrieg wurde er Mitglied des Order of the British Empire: 1946 Officer und 1955 Commander. 1970 wurde er mit dem Order of St Michael and St George ausgezeichnet.